# Rattus niobe
Rattus niobe es una especie de roedor de la familia Muridae.

## Distribución geográfica
Se encuentra en Indonesia y Papúa Nueva Guinea.